# Aspalathus arenaria
Aspalathus arenaria är en ärtväxtart som beskrevs av Rolf Martin Theodor Dahlgren. Aspalathus arenaria ingår i släktet Aspalathus och familjen ärtväxter. Inga underarter finns listade i Catalogue of Life.